# Championnat de France de rugby à XV de 2e division 1971-1972
Navigation
Championnat de France de 2e division 1970-1971 Championnat de France de 2e division 1972-1973
Le championnat de France de rugby à XV de 2e division 1971-1972 est l'antichambre de la première division. La compétition se déroule du 26 septembre 1971 au 14 mai 1972 en deux phases avec 64 équipes en compétitions. 

La première phase, du 26 septembre 1971 au 20 février 1972 se déroule en 8 poules de 8 équipes avec matchs aller-retour. 
Les clubs classés aux quatre premières places de chaque poule sont qualifiés pour les seizièmes et classés de 1 à 32. Les matchs, comme la finale, se jouent sur terrain neutre. Le club qui gagne en finale est déclaré vainqueur de la compétition et accède à la première division ainsi que les équipes qualifiées pour les quarts de finale.
L'US Carmaux est champion de France de 2e division pour la saison 1971-1972 et accède à la première division pour la saison 1972-1973. 

Les clubs du RRC Nice, de l'UA Mimizan, du Saint-Girons SC, du USA Limoges, de l'Olympique de Besançon, du SA Mérignac et de l'Avenir aturin, qualifiés pour les quarts de finale accèdent également à la première division pour l'année 1972-1973.

## Pré saison
La première phase, du 26 septembre 1971 au 20 février 1972 se déroule en 8 poules de 8 équipes avec matchs aller-retour.

Sur les 64 équipes, il y a huit équipes reléguées de première division, qui ont terminé dernière de leur poule et huit équipes promues ayant participé aux quarts de finale du championnat de France de troisième division.
| Promus - Stade saint-livradais (Sainte-Livrade) Champion - AS Fleurance Finaliste - Stade hendayais 1/2 finaliste - Stade niortais 1/2 finaliste - Olympique de Besançon (Besançon) 1/4 finaliste - US Dole (Dole) 1/4 finaliste - AS Bortoise (Bort-les-Orgues) 1/4 finaliste - RS Mauvezin (Mauvezin) 1/4 finaliste | Relégués - US Carmaux - CS Vienne - Saint-Girons SC - Stade cadurcien - Toulouse OEC - Lombez Samatan club - CA Lannemezan - Paris université club |

## Phase de qualification
Les clubs classés aux quatre premières places de chaque poule sont qualifiés pour les seizièmes et classés de 1 à 32. Les matchs, comme la finale, se jouent sur terrain neutre. Le club qui gagne en finale est déclaré vainqueur de la compétition et accède à la première division ainsi que les équipes qualifiées pour les quarts de finale. 
 Le nom des équipes qualifiées pour les 16e de finale est en gras.
| - Olympique de Besançon (promu) - US Annecy - UMS rugby Montélimar (Montélimar) - AS Pierrelatte (Pierrelatte) - ASPTT Paris - ASPTT Lyon - US Dole (Dole) (promu) - AS Bédarrides | - RC Sorgues (Sorgues) - CS Vienne (relégué) - RC Châteaurenard - CO Le Creusot - SO Voiron (Voiron) - SC Salon (Salon-de-Provence) - AS Roanne (Roanne) - AS Mâcon                                                    | - US Carmaux (relégué) - SC Albi - US Carcassonne - Toulouse UC (TUC) - AS Bortoise (Bort-les-Orgues)(promu) - UA Saverdun (Saverdun) - GS Figeac - AS Saint-Junien                       |
| - Saint-Girons SC (relégué) - RRC Nice - US Foix - US Thuir - Céret sportif - Stade piscénois (Pézenas) - JO Pradéenne - ES Argelès                                                | - Stade Cadurcien (relégué) - RS Mauvezin (Mauvezin)(promu) - Toulouse OEC (relégué) - AS Fleurance (promu) - UA Libourne - Stade foyen (Sainte-Foy-la-Grande) - US Nérac (Nérac) - CA Villeneuve (Villeneuve-sur-Lot) | - UA Mimizan - Lombez Samatan club (relégué) - US Orthez - Stade langonnais - Stade saint-livradais (Sainte-Livrade) (promu) - SA saint-séverin - UA vicoise (Vic-Fezensac) - Bordeaux EC |
| - Avenir aturin - SBUC - CA Lannemezan (relégué) - SA Monein (Monein) - SA Arcachon - Stade hendayais (promu) - Peyrehorade sports (Peyrehorade) - SA Hagetmau                     | - AS Police de Paris (ASPP) - SA Bordeaux Mérignac - USA Limoges - PUC (relégué) - Stade montluçonnais - Stade nantais UC - Stade niortais (promu) - Courbevoie sports (Courbevoie)                                    | |

## Phase finale

### Seizièmes de finale
| 5 mars 1972 | Stade Cadurcien | 10 - 6 | AS Police de Paris (ASPP) | Bourges |
| 5 mars 1972 |                 |        |                           | Bourges |
| 5 mars 1972 |                 |        |                           | Bourges |

|  | USA Limoges | 6 - 4 | US Carcassonne | Villeneuve-sur-Lot |
|  |             |       |                | Villeneuve-sur-Lot |
|  |             |       |                | Villeneuve-sur-Lot |

|  | RRC Nice | 36 - 4 | Toulouse UC | Avignon |
|  |          |        |             | Avignon |
|  |          |        |             | Avignon |

|  | SC Albi | 13 - 0 | PUC | Guéret |
|  |         |        |     | Guéret |
|  |         |        |     | Guéret |

|  | RS Mauvezin (Mauvezin) | 6 - 3 | SA Monein (Monein) | Saint-Sever |
|  |                        |       |                    | Saint-Sever |
|  |                        |       |                    | Saint-Sever |

|  | Saint-Girons SC | 15 - 11 | Stade langonnais | Eauze |
|  |                 |         |                  | Eauze |
|  |                 |         |                  | Eauze |

|  | UMS rugby Montélimar (Montélimar) | 7 - 6 | Lombez Samatan club | Pézenas |
|  |                                   |       |                     | Pézenas |
|  |                                   |       |                     | Pézenas |

|  | Olympique de Besançon | 4 - 0 (AP) | SBUC | Montluçon |
|  |                       |            |      | Montluçon |
|  |                       |            |      | Montluçon |

|  | SA Bordeaux Mérignac | 23 - 0 | CO Le Creusot | Saint-Junien |
|  |                      |        |               | Saint-Junien |
|  |                      |        |               | Saint-Junien |

|  | CA Lannemezan | 10 - 6 | US Orthez | Oloron-Sainte-Marie |
|  |               |        |           | Oloron-Sainte-Marie |
|  |               |        |           | Oloron-Sainte-Marie |

|  | UA Mimizan | 26 - 4 | US Thuir | Castelsarrasin |
|  |            |        |          | Castelsarrasin |
|  |            |        |          | Castelsarrasin |

|  | Toulouse OEC | 20 - 9 | RC Sorgues (Sorgues) | Céret |
|  |              |        |                      | Céret |
|  |              |        |                      | Céret |

|  | Avenir aturin | 16 - 6 | CS Vienne | Carcassonne |
|  |               |        |           | Carcassonne |
|  |               |        |           | Carcassonne |

|  | US Annecy | 18 - 6 | AS Fleurance | Salon-de-Provence |
|  |           |        |              | Salon-de-Provence |
|  |           |        |              | Salon-de-Provence |

|  | US Carmaux | 23 - 3 | AS Pierrelatte (Pierrelatte) | Castelnaudary |
|  |            |        |                              | Castelnaudary |
|  |            |        |                              | Castelnaudary |

|  | US Foix | 12 - 6 | RC Châteaurenard | Narbonne |
|  |         |        |                  | Narbonne |
|  |         |        |                  | Narbonne |

### Huitièmes de finale
| 26 mars 1972 | USA Limoges | 12 - 4 | Stade Cadurcien | Brive |
| 26 mars 1972 |             |        |                 | Brive |
| 26 mars 1972 |             |        |                 | Brive |

|  | RRC Nice | 12 - 0 | SC Albi | Narbonne |
|  |          |        |         | Narbonne |
|  |          |        |         | Narbonne |

|  | Saint-Girons SC | 9 - 3 | RS Mauvezin | Bagnères-de-Bigorre |
|  |                 |       |             | Bagnères-de-Bigorre |
|  |                 |       |             | Bagnères-de-Bigorre |

|  | Olympique de Besançon | 9 - 6 | UMS rugby Montélimar | Vienne |
|  |                       |       |                      | Vienne |
|  |                       |       |                      | Vienne |

|  | SA Bordeaux Mérignac | 19 - 10 | CA Lannemezan | Nérac |
|  |                      |         |               | Nérac |
|  |                      |         |               | Nérac |

|  | UA Mimizan | 20 - 4 | Toulouse OEC | Vic-Fezensac |
|  |            |        |              | Vic-Fezensac |
|  |            |        |              | Vic-Fezensac |

|  | Avenir aturin | 6 - 0 | US Annecy | Quillan |
|  |               |       |           | Quillan |
|  |               |       |           | Quillan |

|  | US Carmaux | 15 - 0 | US Foix | Graulhet |
|  |            |        |         | Graulhet |
|  |            |        |         | Graulhet |

### Quarts de finale
Les clubs participants aux quarts de finale joueront en 1re division la saison prochaine
| 16 avril 1972 | RRC Nice | 31 - 12 | USA Limoges | Béziers |
| 16 avril 1972 |          |         |             | Béziers |
| 16 avril 1972 |          |         |             | Béziers |

|  | Saint-Girons SC | 8 - 7 | Olympique de Besançon | Valence |
|  |                 |       |                       | Valence |
|  |                 |       |                       | Valence |

|  | UA Mimizan | 12 - 6 | SA Bordeaux Mérignac | Marmande |
|  |            |        |                      | Marmande |
|  |            |        |                      | Marmande |

|  | US Carmaux | 18 - 6 | Avenir aturin | Foix |
|  |            |        |               | Foix |
|  |            |        |               | Foix |

### Demi-finales
| 30 avril 1972 | RRC Nice | 21 - 6 | Saint-Girons SC | Mazamet |
| 30 avril 1972 |          |        |                 | Mazamet |
| 30 avril 1972 |          |        |                 | Mazamet |

|  | US Carmaux | 13 - 11 | UA Mimizan | Condom |
|  |            |         |            | Condom |
|  |            |         |            | Condom |

### Finale
| 14 mai 1972 | US Carmaux | 22 - 16 | RRC Nice | Perpignan |
| 14 mai 1972 |            |         |          | Perpignan |
| 14 mai 1972 |            |         |          | Perpignan |